# Elaphidion tuberculicolle
Elaphidion tuberculicolle là một loài bọ cánh cứng trong họ Cerambycidae.